# Juli Eruci Clar
Juli Eruci Clar (en llatí Julius Erucius Clarus) va ser probablement fill de Gai Eruci Clar (Caius Erucius Clarus). Va viure al segle ii, formava part de la gens Erúcia i era de la família dels Clar, importants durant la primera part de l'Imperi Romà.
Va ser elegit cònsol l'any 193 junt amb Quint Sosi Falcó. L'emperador Còmmode havia determinat l'assassinat dels dos cònsols quan ocupessin el càrrec l'1 de gener del 193, però ell mateix va ser assassinat un dia abans.
Després de la mort de Pescenni Níger, que va ser un dels que va reclamar el tron imperial, Septimi Sever va intentar convèncer Eruci Clar de que denunciés falsament a diverses persones, acusant-les d'haver ajudat Pescenni Níger, en part per mirar de desmuntar la integritat de Clar i en part per donar aparença de justícia a les acusacions, donat el prestigi que tenia. Però Clar, per la seva honestedat, es va negar a fer aquestes acusacions i Septimi Sever va ordenar la seva execució.